# Andriej Wasiljew
Andriej Aleksandrowicz Wasiljew (ros. Андрей Александрович Васильев; ur. 27 czerwca 1962 w Leningradzie) – rosyjski wioślarz. W barwach ZSRR srebrny medalista olimpijski z Seulu.
Zawody w 1988 były jego jedynymi igrzyskami olimpijskimi. Medal wywalczył w ósemce. Na mistrzostwach świata zdobył dwa medale: złoto w ósemce w 1985, srebro w tej samej konkurencji w 1987. 